# (2352) Kurchatov

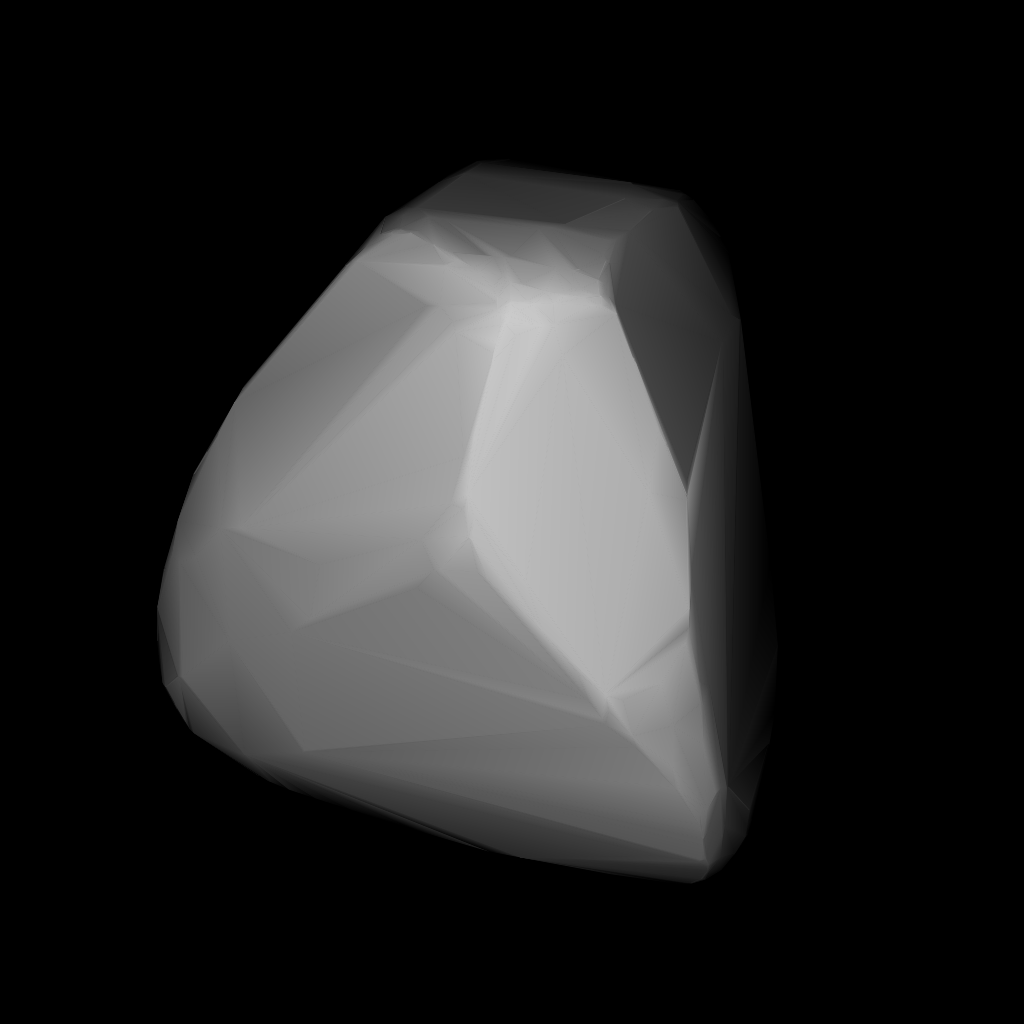
Asteroid (2352) Kurchatov

(2352) Kurchatov (1969 RY; 1953 XW; 1958 TM; 1975 VW) ist ein Asteroid des äußeren Hauptgürtels, der am 10. September 1969 von der russischen (damals: Sowjetunion) Astronomin Ljudmila Iwanowna Tschernych am Krim-Observatorium (Zweigstelle Nautschnyj) auf der Halbinsel Krim (IAU-Code 095) entdeckt wurde.

## Benennung
(2352) Kurchatov wurde nach dem sowjetischen Atomphysiker Igor Wassiljewitsch Kurtschatow (1902–1960) benannt, nach dem das Kurtschatow-Institut sowie ein Mondkrater benannt sind.